# Куной
Куной (фар. Kunoy) — один із островів Фарерського архіпелагу, розташований між островами Кальсой та Борой.

## Орнітологія
На острові гніздяться деякі види морських птахів
- Качурка морська — 250 пар
- Чистун арктичний — 200 пар

## Галерея

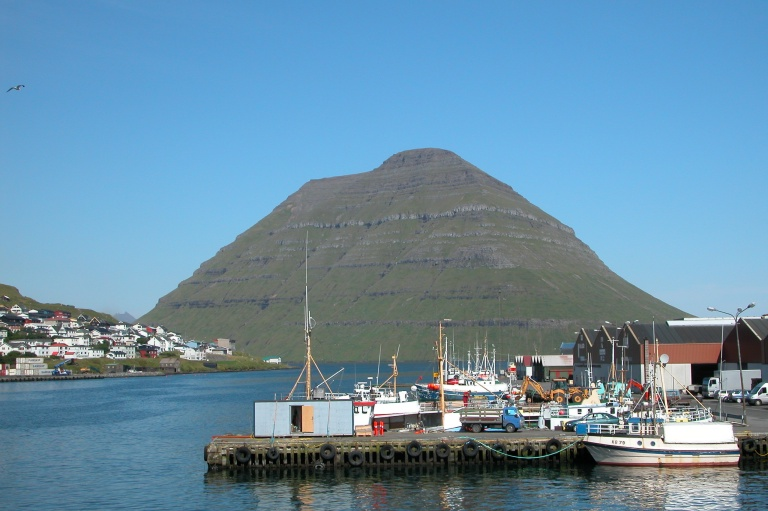
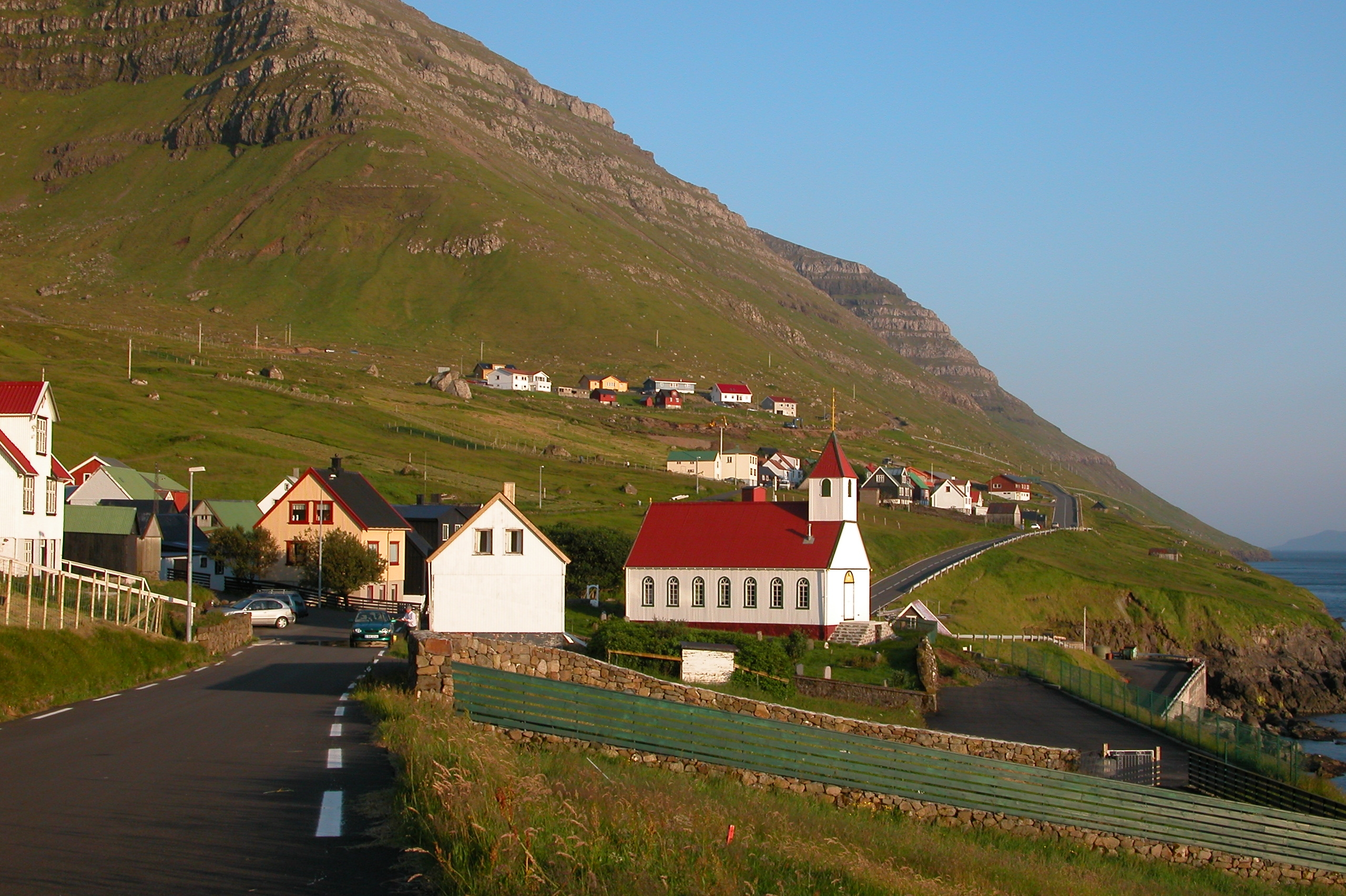
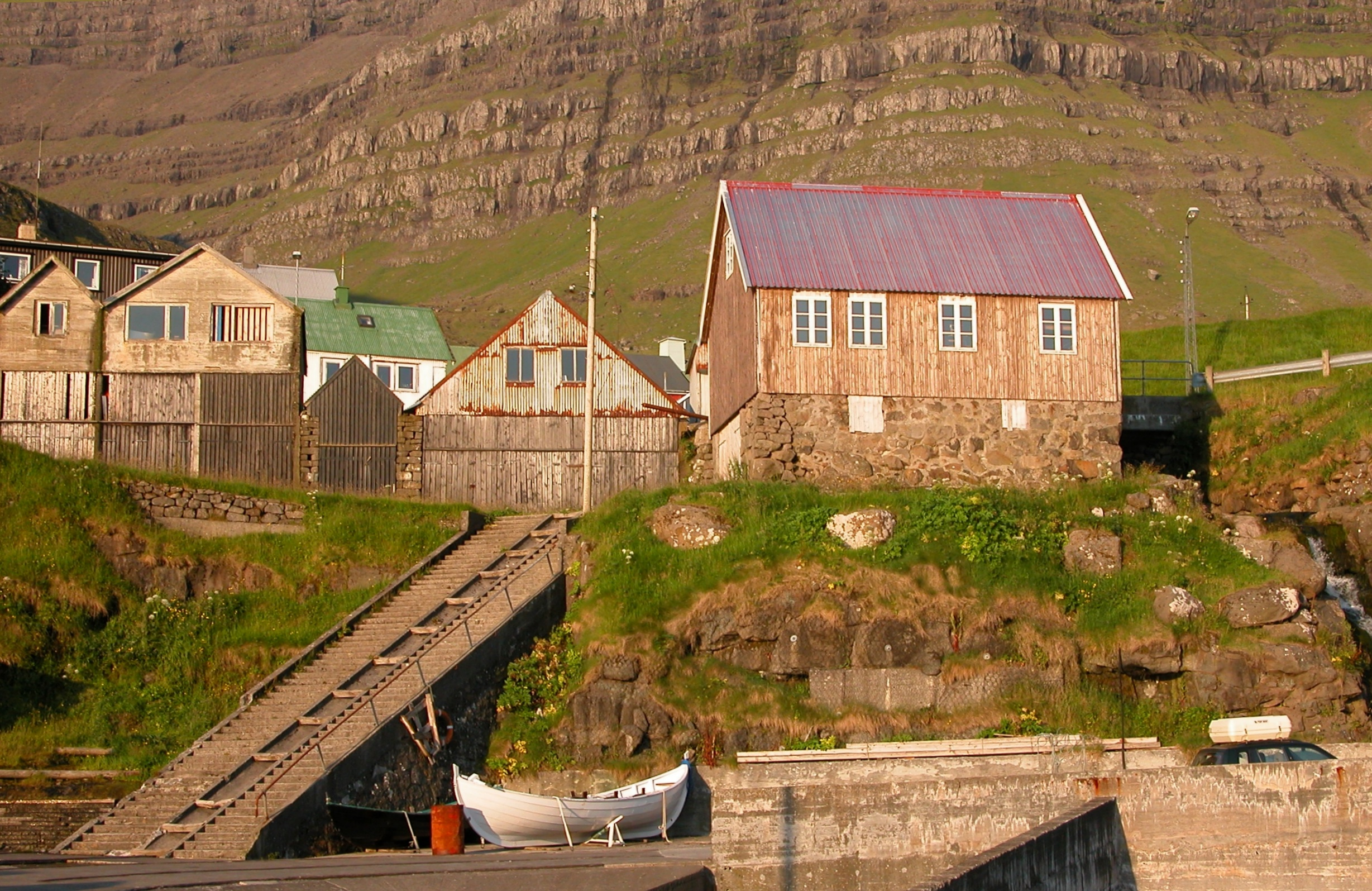
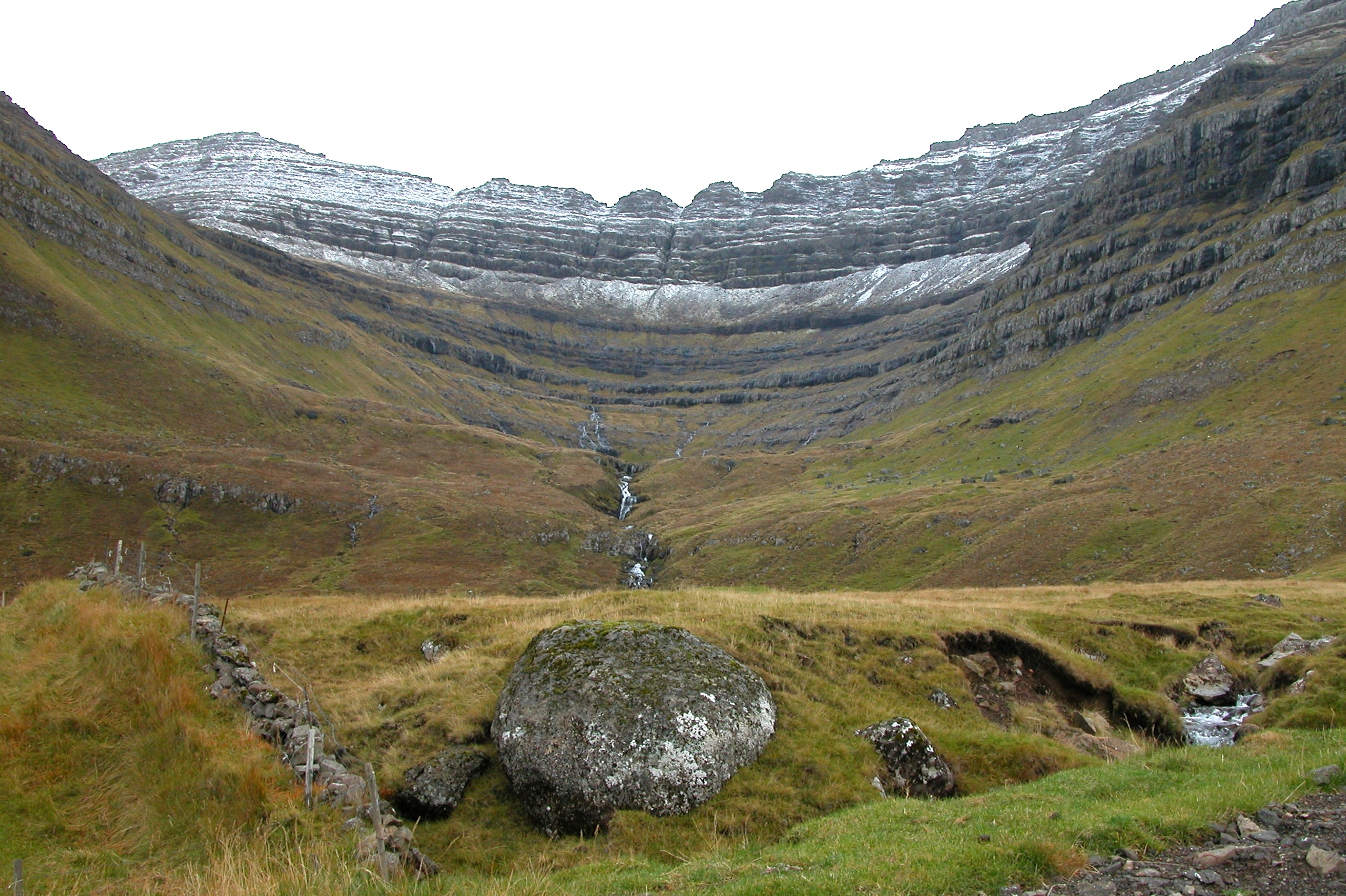
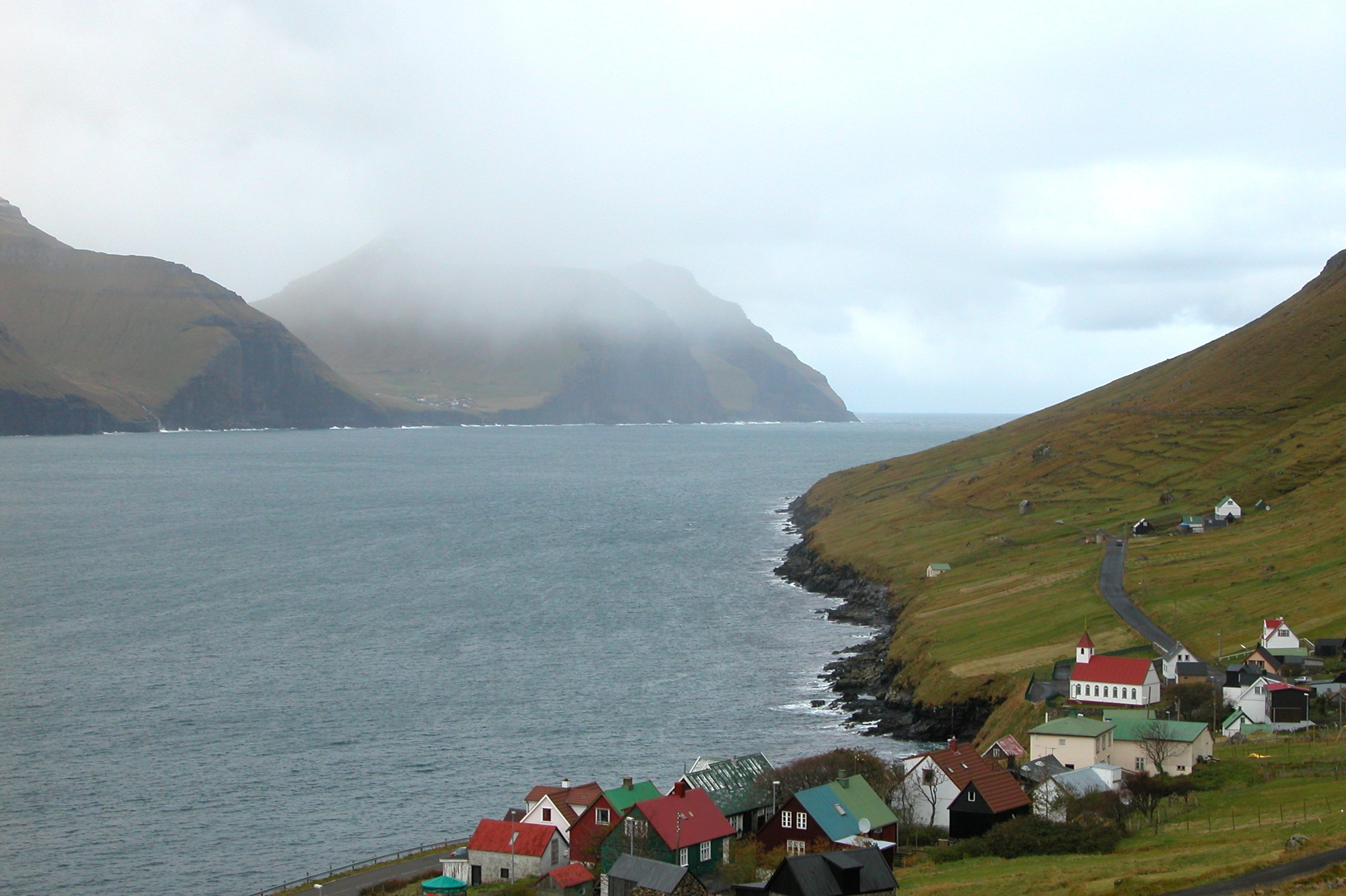